# Molezuelas de la Carballeda
Molezuelas de la Carballeda és un municipi de la província de Zamora a la comunitat autònoma de Castella i Lleó.

## Demografia
| 1991 | 1996 | 2001 | 2004 |
| ---- | ---- | ---- | ---- |
| 178  | 130  | 106  | 87   |